# Ducado de Montemar
El ducado de Montemar es un título nobiliario español, creado el 20 de abril de 1735, con grandeza de España, por el rey Felipe V a favor de José Carrillo de Albornoz y Montiel, III conde de Montemar.

## Duques de Montemar
|                       | Titular                                                   | Periodo               |
| Creación por Felipe V | Creación por Felipe V                                     | Creación por Felipe V |
| --------------------- | --------------------------------------------------------- | --------------------- |
| I                     | José Carrillo de Albornoz y Montiel                       | 1735-1747             |
| II                    | María Magdalena Carrillo de Albornoz y Antich             | 1747-1790             |
| III                   | Antonio María Ponce de León Dávila y Carrillo de Albornoz | 1790-1826             |
| IV                    | Vicente Pío Osorio de Moscoso y Ponce de León             | 1826-1864             |
| V                     | José María Osorio de Moscoso y Carvajal                   | 1868-1881             |
| VI                    | Francisco de Asís Osorio de Moscoso y de Borbón           | 1882-1902             |
| VII                   | Luis Gonzaga Osorio de Moscoso y Jordán de Urries         | 1902-1942             |
| VIII                  | Pedro Osorio de Moscoso y Moreno                          | 1950-1986             |
| IX                    | Tatiana Osorio de Moscoso y Sanchiz                       | 1987-actual titular   |

## Historia de los duques de Montemar

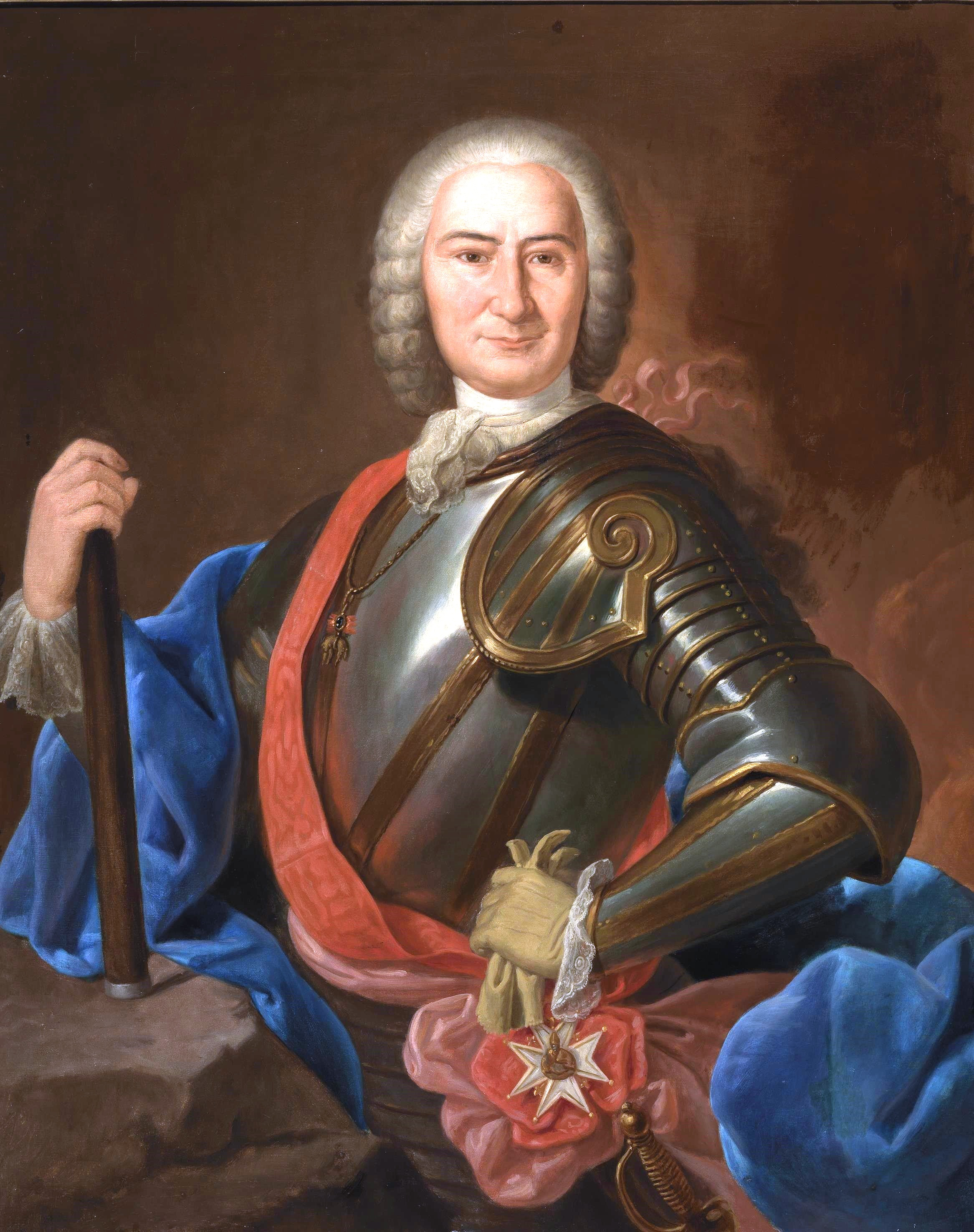
José Carrillo de Albornoz y Montiel, I duque de Montemar

- José Carrillo de Albornoz y Montiel (19 de octubre de 1671-26 de junio de 1747), I duque de Montemar,[2][1][3] III conde de Montemar, capitán general de los Reales Ejércitos, caballero de la Orden del Toisón de Oro, hijo de Francisco Carrillo de Albornoz Esquivel y Guzmán, que fue el II conde de Montemar después de la muerte de su hermano Pedro[4] —hijo a su vez de José Carrillo de Albornoz—, y de Leonor de Montiel y Segura.

Casó en primeras nupcias el 7 de mayo de 1700 con Isabel Francisca de Antich y Antich. Contrajo un segundo matrimonio con María Josefa de Pomar y Sentmenat, hija del I marqués de Ariño. Le sucedió su hija:
- María Magdalena Carrillo de Albornoz y Antich (1707-10 de noviembre de 1790), II duquesa de Montemar.[1][3][5]

Casó con José Lorenzo Dávila y Tello de Guzmán, III conde de Valhermoso. Le sucedió su nieto, hijo de Joaquín Lorenzo Ponce de León y Baeza, VII marqués de Castromonte, VI marqués del Águila, IX marqués de Montemayor y IV conde de Garcíez, y su esposa María Josefa Dávila y Carrillo de Albornoz (1730-1785), hija del primer duque de Montemar.
- Antonio María Ponce de León Dávila y Carrillo de Albornoz (1757-8 de mayo de 1826), III duque de Montemar,[3][1] VII marqués del Águila, VIII marqués de Castromonte,[3] V conde de Valhermoso.  mayordomo mayor del rey Fernando VII.

Casó con María del Buen Consejo de Carvajal y Gonzaga, hija de Manuel Bernardino de Carvajal y Zúñiga, VI duque de Abrantes, V duque de Linares etc. Le sucedió su nieto, hijo de Vicente Ferrer Isabel Osorio de Moscoso y Álvarez de Toledo, X marqués de Villamanrique, XII marqués de Poza, XVI marqués de Astorga, XVII conde de Cabra, XII conde de Altamira, XIII duque de Sessa, XI duque de Sanlúcar la Mayor, IX duque de Medina de las Torres, etc., y de su primera esposa, María del Carmen Ponce de León y Carvajal (1780-1813), hija del III duque de Montemar.
- Vicente Pío Osorio de Moscoso y Ponce de León (Madrid, 11 de julio de 1801-Madrid,22 de febrero de 1864), IV duque de Montemar,[3][1] XI marqués de Villamanrique, XIII marqués de Poza, XVII marqués de Astorga,[6] XIII conde de Altamira,[12] XV duque de Sessa, XIII duque de Baena, XII marqués de Almazán, VII conde de Monteagudo de Mendoza, IX marqués de Leganés, VIII marqués de Morata de la Vega, X duque de Medina de las Torres, XIX conde de Trastámara, XII duque de Sanlúcar la Mayor,[10] etc.[13]

Casó el 30 de abril de 1821, en Madrid, con María Luisa de Carvajal-Vargas y Queralt. En 27 de julio de 1868, le sucedió su hijo:
- José María Osorio de Moscoso y Carvajal (Madrid, 12 de abril de 1828-Castillo de Cabra, Córdoba, 4 de noviembre de 1881), V duque de Montemar,[3][1] XVII duque de Sessa, IX duque de Atrisco, XVIII marqués de Astorga,[6] X marqués del Águila, IX marqués de Aranda, XII marqués de San Román (antigua denominación), XIX conde de Trastámara, XIV conde de Altamira,[8] etc.

Casó el 10 de febrero de 1847 en el Palacio Real de Madrid, con Luisa Teresa de Borbón, infanta de España, hija de Francisco de Paula de Borbón, infante de España y Luisa Carlota de Borbón-Dos Sicilias. En 6 de septiembre de 1882, le sucedió su hijo:
- Francisco de Asís Osorio de Moscoso y de Borbón (1847-1924), VI duque de Montemar,[3][1] XVIII duque de Sessa, XVIII duque de Maqueda, XI marqués del Águila, XX conde de Trastámara, XV conde de Altamira,[8] etc.

Casó con María del Pilar Jordán de Urries y Ruiz de Arana, hija de Juan Nepomuceno Jordán de Urries y Salcedo, V marqués de Ayerbe. En 21 de abril de 1902, por cesión, le sucedió su hijo:

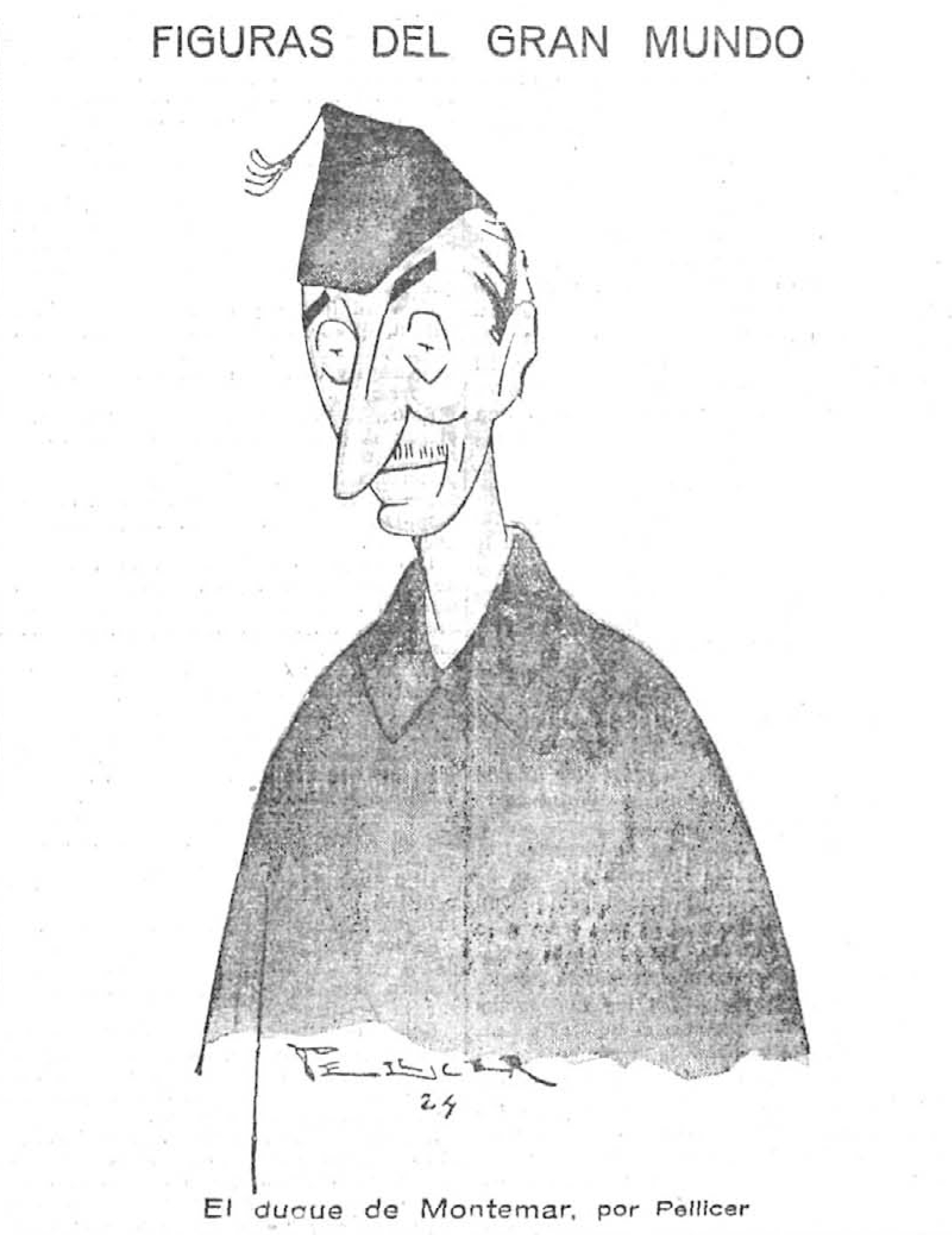
Luis Gonzaga Osorio de Moscoso y Jordán de Urríes

- Luis Gonzaga Osorio de Moscoso y Jordán de UrríesLuis Gonzaga Osorio de Moscoso y Jordán de Urries (1875-1942), VII duque de Montemar.[3][1]

Casó el 3 de mayo de 1902 con María del Carmelo Moreno de la Serna y Zuleta de Reales, hija de Pedro Moreno y de la Serna, IV conde de los Andes. En 31 de octubre de 1950, le sucedió su hijo:
- Pedro Osorio de Moscoso y Moreno (1904-24 de abril de 1986), VIII duque de Montemar.[3][1]

Casó el 8 de julio de 1936 con Elisa de Estanga y Cólogan-Franchi, hija de Mariano de Estanga y Arias-Girón y de Ángela Cólogan-Franchi y de Ponte. En 29 de abril de 1987, le sucedió su nieta, hija de su hijo Pedro Osorio de Moscoso y Estanga y de su esposa Luisa Sanchiz de Medrano, hija de los marqueses de Montemira.
- Tatiana Osorio de Moscoso y Sanchiz (n. en 1972), IX duquesa de Montemar.[1] Actual duquesa de Montemar.